# Гербурт (герб)
Гербурт (Herbolth, Herbolt, Herbort, Herbortowa, Herbott, Herbulów, Fulsztyn, Miecze, Pawęza, Pawęża) — польский дворянский магнатский герб.

## Описание герба
В Гербовнике дворянских родов Царства Польского имеется два герба данного имени:
1. Герб Гербурт: в красном поле, яблоко, проткнутое тремя золотом оправленных мечами, двумя от верхних углов щита, а третий снизу. В навершие шлема три страусовых пера.
2. Герб Гербурт II: в щите яблоко, как в первообразном гербе Гербург, тремя мечами проткнутое. На яблоке обыкновенный серебряный крест. В навершие шлема три страусовых пера[1].

Описание по А.Б. Лакиеру
В поле червлёном три меча, пронзающие с трех сторон круг зелёного цвета в виде яблока, или золотое, пробитое тремя мечами, справа, и снизу (в обратном порядке). В нашлемнике три страусовых пера. Ср. Павенза.
Род Гербуртов известен с 1241 года. Саксонский князь Гербурт прибыл в Венгрию и Моравию с войском Карла Великого, отсюда в 1378 году потомки его Фридрих, Венцеслав и Николай Гербурты переселились в Польшу при Людовике, короле Польском и Венгерском.

## Гербом пользуются
Гевелли, Гейбовичи, Модзелевские.

## Известные представители рода Гербуртов
Николай и Фридрих Гербурт участвовали в битве под Танненбергом (1410). Валентин, епископ Перемышльский, был послом Сигизмунда Августа на Триентском соборе (1562). Род этот внесен в VI часть родословной книги Гродненской губернии.
- Николай Гербурт — с 1572 года львовский староста.
- Ян Гербурт — историк, гуманист, писатель, дипломат, юрист, кастелян Санокский, староста Пшемысльский и Санокский;
- Валентин Гербурт — Пшемысльский епископ;
- Станислав Гербурт — львовский кастелян и староста Самбора, брат Валентина Гербурта;
- Ян Щенсный-Гербурт — политический и литературный деятель, староста Добромильский, Мостиский и Вишенский, королевский секретарь, польский публицист, издатель, член Сейма, владелец г.Добромиль.

## Появление в территориальной геральдике

XVI век, Фельштын (Скеливка), Украина
XVI век, Фельштын-Скеливка, Украина
XVII век, Добромиль, Украина
XIX век, Богушов, Чехия